# Сартор, Луиджи
Луиджи Сартор (итал. Luigi Sartor; род. 30 января 1975, Тревизо, Венеция) — итальянский футболист, защитник, известный по выступлениям за клубы «Интернационале», «Удинезе» и сборную Италии. Участник Олимпийских игр 1996 в Атланте. Трёхкратный обладатель Кубка УЕФА 1993, 1998 и 1999 годов. Трехкратный обладатель Кубка Италии.

## Клубная карьера
Сартор — воспитанник клубов «Падова» и «Ювентус». 6 декабря 1992 года в своём дебютном и единственном матче за «старую сеньору» против «Фиорентины», он забил гол в собственные ворота. Несмотря на это Сартор стал обладателем Кубка УЕФА, хотя и не принял участия ни в одном матче. Сезон 1993/1994 Луиджи провёл в аренде в «Реджане», но и там играл крайне мало.
В 1994 году он перешёл в «Виченцу», в составе которой выиграл Кубок Италии. Удачные выступления помогли Луиджи в 1997 году подписать четырёхлетний контракт с миланским «Интером». С «неррадзури» Сартор во второй раз завоевал Кубок УЕФА. В 1998 году он перешёл в «Парму». В первом же сезоне Сартор стал трёхкратным обладателем Кубка УЕФА. Позже с пармезанцами он ещё дважды выиграл национальный кубок.
В 2002 году Луиджи за 9 млн евро перешёл в «Рому». В столичном клубе он не смог выиграть конкуренцию за место в основе и в первом сезоне сыграл всего в 12 матчах. Для получения игровой практики Сартор на правах аренды выступал за «Анкону» и Дженоа. В последней он даже был выбран капитаном команды, несмотря на то, что сыграл всего 7 матчей. В 2005 году Луиджи покинул Рим и без особого успеха выступал за венгерский «Шопрон» и «Верону». В 2009 году он завершил карьеру в клубе «Тернана».

## Международная карьера
В 1996 году Луиджи в составе молодёжной национальной команды выиграл молодёжный чемпионат Европы в Испании. В том же году в составе олимпийской сборной Италии Сартор принял участие в Олимпийских играх в Атланте. На турнире он сыграл в матче против команд Ганы. 22 апреля 1998 года в товарищеском матче против сборной Парагвая он дебютировал за сборную Италии, заменив во втором тайме Алессандро Неста.

## Карьера преступника
После окончания футбольной карьеры Луиджи Сартор постоянно упоминался в новостных сводках итальянских СМИ в связи с незаконной деятельностью. В Декабре 2011 года он был арестован по подозрению в организации договорных матчей. Сартор был отстранен от футбольной деятельности и провел около 2-х месяцев в тюрьме, но в 2019 году дело было прекращено за истечением срока давности.
В июне 2015 года Сартор был обвинен в домашнем насилии и приговорен к 9 месяцам условно.
12 февраля 2021 года Сартор вместе с друзьями был задержан полицией на заброшенной вилле в Италии, в которой выращивалась марихуана в особо крупных размерах. Во время задержания было изъято более 2 кг наркотических веществ.

## Достижения
Командные
«Ювентус»
- Обладатель Кубка УЕФА — 1992/1993

«Виченца»
- Обладатель Кубка Италии — 1996/1997

«Интернационале»
- Обладатель Кубка УЕФА — 1997/1998

«Парма»
- Обладатель Кубка Италии — 2000/2001
- Обладатель Кубка Италии — 1998/1999
- Обладатель Суперкубка Италии — 1999
- Обладатель Кубка УЕФА — 1998/1999

Международные
Италия (до 21)
- Чемпионат Европы по футболу среди молодёжных команд — 1996